# Litiumhydroxid
Litiumhydroxid, LiOH, är en frätande hydroxid av litium. Det är ett vitt salt som suger åt sig vatten från luft (är hygroskopiskt) och som löser sig i vatten och gör lösningen starkt alkalisk/basisk. Lösningen är ofärgad.

## Tillverkning
Flera processer är möjliga:
1. Litiumhydroxid produceras när litiummetall reagerar med vatten.

{\displaystyle {\rm {2\ Li+2\ H_{2}O\rightarrow 2\ LiOH+H_{2}}}}
Denna reaktion är exoterm, men det bildas inte så mycket värme att vätgasen antänds.
1. Elektrolys av en vattenlösning av ett vattenlösligt litiumsalt med ett poröst membran som skiljer anoden och katoden.

## Användningsområden
- I rymdskepp och ubåtar för att ta bort koldioxid från luften.
- Råämne vid tillverkning av andra litiumföreningar.